# Out of Time (The Rolling Stones)
Out of Time is een nummer van The Rolling Stones uit 1966, ook bekend in de uitvoering van Chris Farlowe.

## Versie van The Rolling Stones
Het nummer is geschreven door Mick Jagger en Keith Richards. De versie van The Rolling Stones werd in maart 1966 opgenomen. Deze versie, met Brian Jones op marimba staat op het album Aftermath en werd geproduceerd door Andrew Oldham. Een ingekorte versie van deze opname is terug te vinden op de albums Flowers uit 1967 en More Hot Rocks (Big Hits & Fazed Cookies) uit 1972.
Het nummer verscheen ook, in een nieuwe opname, Stones-album Metamorphosis uit 1975. Deze versie was in feite de achtergrondtrack van de versie van Chris Farlowe, opgenomen in Londen in april 1966 als demo voor Farlowe. De demoversie werd in 1975 ook als single uitgebracht en bereikte nummer 45 in het Verenigd Koninkrijk, en werd later opgenomen in de Singles Collection: The London Years uit 1989.
Pas 56 jaar na uitkomen van de single speelden The Rolling Stones het nummer voor het eerst live, tijdens de openingsshow van hun Sixty Tour, op 1 juni 2022 in Madrid.

## Versie van Chris Farlowe
De Britse zanger Chris Farlowe had tussen 162 en 164 enkele singles uitgebracht bij Decca en Columbia Records. Farlowe was bevriend met Mick Jagger, die hem aanbood dat hij het nummer "Think", wat ook op het album Aftermath, staat op kon nemen en uit kon brengen. Think werd een kleine hit (#37 in de UK Singles Chart).
Na het kleine succes van "Think" vroeg Andrew Oldham aan Jagger om opnieuw een nummer aan te bieden aan Farlowe. Jagger bood ditmaal "Out of Time" aan en produceerde de versie van Farlowe ook. Bij de opnamesessie waren verschillende bekende artiesten betrokken als sessiemuzikant, waaronder Jimmy Page.
Immediate Records bracht de single uit op 17 juni 1966. Een maand later stond het aan de top van de UK Singles Chart. In de Nederlandse Top 40 werd de elfde plek gehaald. Ook in Australië, Canada, Nieuw-Zeeland en Zweden werd het nummer een hit.

### NPO Radio 2 Top 2000
| Nummer met noteringen in de NPO Radio 2 Top 2000 | '99  | '00  | '01 | '02  | '03  | '04  |
| ------------------------------------------------ | ---- | ---- | --- | ---- | ---- | ---- |
| Out of Time (Chris Farlowe)                      | 1717 | 1733 | -   | 1991 | 1897 | 1883 |

1. ↑  Een '-' betekent dat het nummer niet was genoteerd en een vetgedrukt getal geeft de hoogste notering aan.
2. ↑  Deze tabel is bijgewerkt tot en met de laatste editie (2024).